# Балтійська медаль
Балтійська медаль (англ. Baltic Medal) — медаль Сполученого Королівства Великої Британії та Ірландії за бойові дії (англ. Campaign medal), започаткована 26 квітня 1856 року для нагородження британських військовослужбовців флоту, морської піхоти, а також Королівських саперів і мінерів, які брали участь у Кримській війні 1854–1856 років на Балтійському морі. Хоча медаллю нагороджували за морські битви, але нею також відзначено 100 саперів, які успішно зруйнували фортеці Бормандсунд, під час Битви за Бормандсунд (3-16 серпня 1854 року), і Свеаборг (Суоменлінна) 9 серпня 1855 року.

## Опис медалі
Медаль складається зі срібного диску діаметром 36 мм і стрічки (колодки) шириною 32 мм. Стрічка медалі жовтого кольору зі світло-блакитними краями. Оздоблення медалі було подібним до Кримської медалі, навіть стрічка була з тими ж кольорами, тільки навпаки розміщеними.
|  | Аверс медалі, зображення королеви Вікторії, скорочене ім'я та титул латиною «Victoria Regina» |  | Реверс медалі, зображення «Британії» з тризубом, яка сидить на скелі між двома фортецями у ніг гармата, та піраміда з ядер, напис на диску «Baltic» та дата 1854–1855 |

## Пов'язані з Балтійською медаллю нагороди

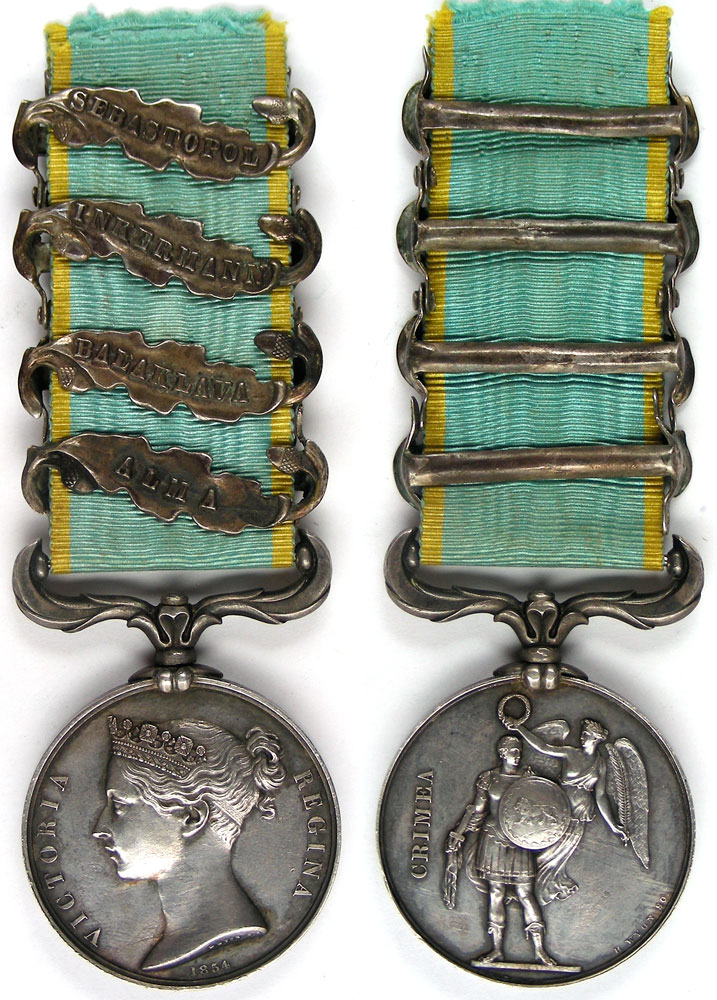
Кримська медаль

За часів Кримської війни основні бойові дії Велика Британія вела в Криму. Для військовиків, які брали участь у бойових діях, була започаткована Кримська медаль. Кримська та Балтійська медалі дуже схожі як оздобленням і малюнками, так і кольорами стрічок.